# Dysk Jeffersona

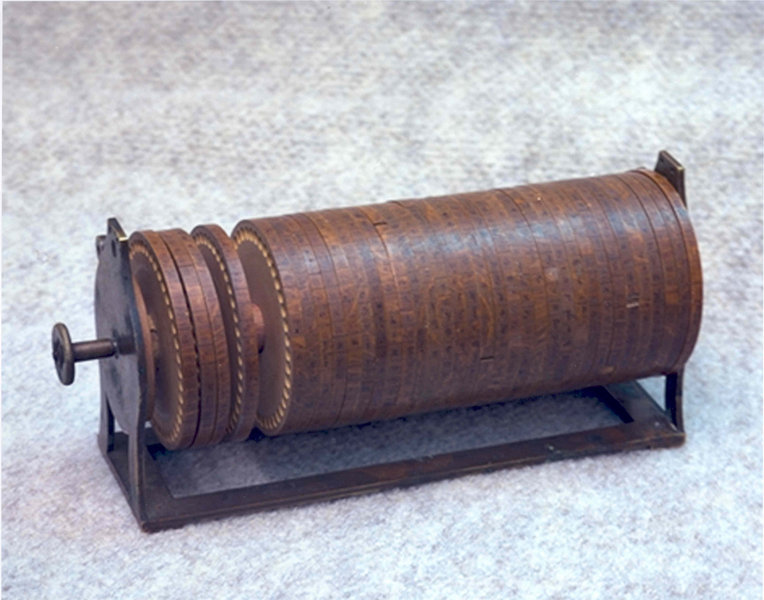
Dysk Jeffersona

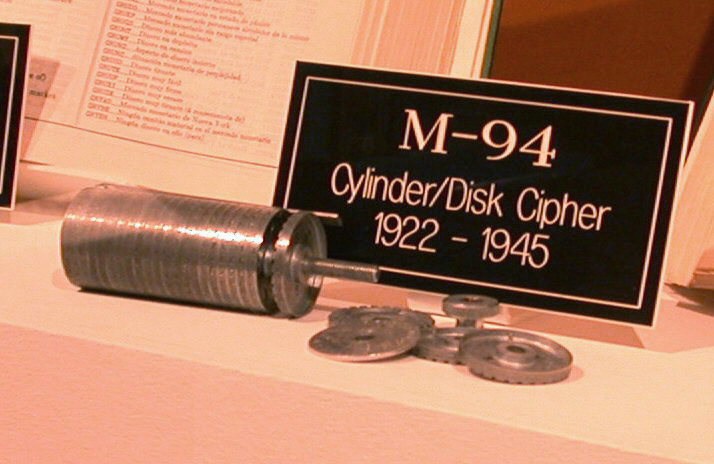
M-94 w National Cryptologic Museum

Dysk Jeffersona – urządzenie szyfrujące składające się z 26 krążków, wokół których w losowy sposób rozłożone są litery alfabetu. Po raz pierwszy zostało wynalezione w 1795 roku przez Thomasa Jeffersona, jednak nie osiągnęło wtedy zbyt dużej popularności. Zostało powtórnie wynalezione w 1890 roku przez francuskiego kryptologa Étienne Bazeriesa, a następnie tuż przed wybuchem I wojny światowej przez oficera armii USA, Josepha Mauborgne'a. W 1922 decyzją Williama Friedmana, głównego kryptologa Signal Corps, wprowadzono do użytku w amerykańskich siłach zbrojnych urządzenie identyczne co do zasady działania i konstrukcji z dyskiem Jeffersona (tylko liczbę krążków zmniejszono do 25). Używano go do roku 1942 w wojskach lądowych jako M-94, a w marynarce wojennej jako CSP-488.

## Zasada działania
Urządzenie składa się z umieszczonych obok siebie na wspólnej osi krążków o średnicy ok. 5 cm z nadrukowanymi na obwodzie literami alfabetu (na każdym w innej, losowo wybranej kolejności), które można niezależnie obracać. Osoba chcąca zaszyfrować wiadomość musi ułożyć z liter na sąsiednich dyskach tekst jawny, a następnie podać którykolwiek z pozostałych wierszy. Odbiorca wiadomości znając kolejność ułożenia dysków oraz szyfrogram może odszyfrować wiadomość. Funkcję klucza szyfrującego pełni tu kolejność w jakiej zostały ułożone krążki.